# 府前街道
府前街道，是中华人民共和国江苏省淮安市清江浦区下辖的一个乡镇级行政单位。

## 行政区划
府前街道下辖以下地区：
京北社区、京南社区、西园社区、北京北路社区、工农社区、淮西社区和繁荣社区。